# Redgranite, Wisconsin
Redgranite là một làng thuộc quận Waushara, tiểu bang Wisconsin, Hoa Kỳ. Năm 2006, dân số của làng này là 1040 người.